# Bisel (borde)

Vistas laterales de un bisel (arriba) y un achaflanado (debajo).

Un bisel es un borde que está cortado oblicuamente (al bies), no en ángulo recto.
Por extensión, puede hacer referencia a:
- La superficie obtenida mediante la eliminación del borde (generalmente en ángulo recto) de piedra de un muro o de madera de un mobiliario. Esta nivelación del material (por talla al cincel, limado, cepillado, etc.) tiene funciones prácticas (como evitar el rápido deterioro por desgaste en el material) y estéticas.
- La cara inclinada del borde de un instrumento afilado.
- En algunos instrumentos de viento, al soplar bien mediante una embocadura (flauta de pico), bien soplando directamente (flauta travesera) contra un borde cortado en bisel, o bien en la extremidad de la mayoría de los tubos de órgano. Ver Bisel (música).

A veces, el biselado y el achaflanado se solapan o tienden a confundirse, aunque la diferencia técnica puede observarse en la figura. En general, el biselado se utiliza para suavizar el borde de una pieza por motivos de seguridad, por resistencia al desgaste, por facilitar el encaje con otra pieza, o simplemente, por motivos estéticos como es el caso de cristales o espejos labrados de esta forma.
En el arte visigodo, es característica en la decoración de capiteles e impostas, la utilización de relieves planos con la denominada talla a bisel, tanto en piedra como en madera.